# Joan Martí Trenchs
Joan Martí Trenchs (San Vicente dels Horts, 28 de octubre de 1844 — 22 de noviembre de 1920) fue un escritor español de la comarca de Barcelona. Combinó la literatura con la profesión de farmacéutico.

## Biografía
Hijo de Joan Martí Casellas, fundador de la Casa Martí, y Francisca Trenchs Colom, se casó con María Pastora Baltá Tristany, maestra de San Vicente dels Horts.
Realizó el bachillerato en Barcelona en 1868, se licenció en Filosofía y letras en 1874 y en farmacia en 1879. Abrió una farmacia en San Vicente dels Horts en 1877 y la regentó hasta el año 1920.
Empezó a publicar artículos de carácter humorístico y popular en el diario católico Lo burinot en 1879, cuando le publicó su primer artículo llamado "Los trasquilados". También colaboró con otras publicaciones católicas y carlistas, como los semanarios Lo Crit d'Espanya y Lo Crit de la Patria, con los seudónimos  "Apagallums del Llobregat",  "Apagallums rovellat" y "Apagallums de Sant Vicens". En estos artículos hace una crítica del liberalismo, puesto que profesaba las ideas del carlismo.
Colaboró también en otras revistas y semanarios católicos y carlistas de Barcelona como La Revista Popular, Don Ramón, El Intríngulis, Lo Mestre Titas, El Monitor de Primera Enseñanza, etc. También fue un asiduo articulista de El Correo Catalán, destacando por su fino humorismo.
Desde el año 1886 hasta el 1916, publicó once obras literarias de temática humorística y festiva como La boyra  (1886), y Lo pot petit (1901); de crítica a los liberales como Lo lliberalisme es la ruina moral y material d'Espanya (1891) o también de carácter pedagógico como Fruyta tarada. Errades catalanes molt usuals y regles ortogràfiques pera evitarles (1916). También fue traductor al catalán de algunos poemas de Rosalía de Castro.
En la vertiente política, además de activo militante tradicionalista, según Josep Calbet, fue delegado de la Unión Catalanista en 1901 y 1904. No obstante, fue carlista hasta el final de su vida. En 1916 dedicó personalmente un ejemplar de su libro Fruyta tarada a Juan Vázquez de Mella «en prueba de afecto por la coincidencia de ideas como católico y como tradicionalista», calificándolo como «gloria y honor del partido tradicionalista».

## Obras destacadas
- La boyra: manadet de cent cinquanta epigramas, uns quants epitafis tots de personas de carrera algunas composicions epigramática. Barcelona: Impr. de Juan Puigmaciá, 1886.
- Fora de la Iglesia Católica no hi ha salvació. Barcelona: Estampa de Bertrán y Altés, 1887.
- La tabola : un sach de riallas : capasas de fer esqueixar, y fins reventar y morir de riure als lectors. Barcelona. Propaganda Catalana 1890.
- Lo lliberalisme es la ruina moral y material d'Espanya. Barcelona, 1891.
- Lo pot petit o llibre dels perquès. Barcelona, Tipografía Gutenberg, 1901.
- Dejuni y abstinencia : qüestió seria però tractada bastant humorísticament. Barcelona: Imprenta de R. Vives, 1913.
- Fruyta tarada. Errades catalanes molt usuals y regles ortogràfiques pera evitarles: precedit d'uns recorts de la meva joventut. Barcelona: Badia, 1916.

### Traducciones
- Rosalía de Castro, Poesies gallegues. Barcelona: Gesbert y Vives, 1917.